# Cezar Straton
Cezar Straton (n. 16 octombrie 1957, Suceava) este inginer silvic, publicist și scriitor român.

## Date biografice
S-a născut în familia lui Aurora (fostă Moroșan), profesoară de biologie-geografie și Vasile, inginer agronom. Părinții îi dau două nume de botez, Cezar și Mihai, între cei apropiați cel mai cunoscut fiind primul. Este nepotul lui Traian Straton, voce reprentativă a muzicii populare din Bucovina.
A urmat cursurile școlii generale din Ițcani, cartierul de nord al Sucevei. Continuă studiile la Liceul "Petru Rareș" din Suceava pe care îl absolvă ca șef de promoție în anul 1976.
Pasiunea sa pentru natură și mai ales priveliștea munțiilor ce i se arătau în fiecare dimineață la orizont îl fac să opteze pentru o carieră de inginer silvic. Absolvă Facultatea de Silvicultură și Exploatări Forestiere a Universității din Brașov în anul 1981, iar în perioada 1992-1993 urmează cursuri postuniversitatare la Institutul European de Ecologie din Metz. Masterat în securitatea și sănătatea muncii absolvit la Universitatea Tehnică "Gh. Asachi", Iași în anul 2004. Diplomă de master „Construcții moderne din lemn” – Universitatea „Ștefan cel Mare” Suceava, 2005.
Activitate profesională:
- 1981-1984 – inginer cercetător la Stațiunea Experimentală de Cultura Molidului Câmpulung Moldovenesc, județul Suceava; Responsabil sau colaborator la diverse teme de cercetare privind : tratamentul codrului grădinărit, combaterea ecologică a dăunătorilor pădurii, molidul de rezonanță, etc.
- din 1984 și până în prezent - inginer în cadrul Direcției Silvice Suceava
- din 1987 – responsabil cu activitatea de Protecția Muncii din cadrul Direcției Silvice Suceava
- din 2002 - membru al Comitetului de Securitate și Sănătate în Muncă al Regiei Naționale a Pădurilor – Romsilva
- din 2005 – membru al colectivului de elaborare, finalizare și aplicare a programului național „Evaluarea riscurilor la locurile de muncă din silvicultură, exploatarea, transportul și prelucrarea lemnului”  - R.N.P. – Romsilva

Are o activitate importantă în cadrul mișcării sindicale din domeniul silviculturii:
- lider al sindicatului "Silvicultorul"
- membru al Biroului Executiv al Federației Sindicatelor „SILVA”, responsabil cu problemele de securitate și sănătate a muncii și cooperare internațională
- prim-vicepreședinte al Confederației „CONSILVA”

## Opera selectivă
- Pădurea de semne, 1999, Editura Bucovina viitoare, postfață de Ion Cristoiu și Corneliu Roșianu
- Cârcotaș de serviciu, 2000, Editura Terra Design, prefață de Adrian Dinu Rachieru
- Ispita Puterii, 2001, Editura Mușatinii, postfață Ion Nedelea
- Zeul Arbore, 2004, Suceava, Editura Mușatinii
- Ecologia iubirii, 2007, Iași, Editura T, 648 pagini, postfață de psiholog Gabriela Clement

## Activitatea publicistică

### Bucovina Forestieră, între 1994-1997
- nr. 1-2/1994, articolul "Nevoia de modele"
- nr. 1-2/1997 articolul "La revedere, domnule profesor"

### Viața studențească, între 1978-1981
- corespondent al revistei pentru Centrul Universitar Brașov

### Revista studenților Universității din Brașov, "SCB", între 1978-1981
- secretar general de redacție

### Colaborări la publicații diverse, la posturi de radio și televiziune
- Revista pentru copii "Stropi de cer", Școala generală nr.1 Suceava, articolul "Pădurea - Profesor de Demnitate"

### Crai Nou
- editoriale și rubrici de autor

## Alte activități culturale și sociale
- Clubul ”S” - O inițiativă memorabilă

În anul 1977, Cezar Straton a inițiat înființarea primului club studențesc brașovean,”Clubul S” al Facultății de Silvicultură. Acest club se dorea, și a reusit, mutadis, mutandis, ținând seama de mijloacele evident diferite ale Capitalei și provinciei, să devină o replică onorabilă la mult mai celebrul “Club A” al studenților arhitecți bucureșteni. Cu sprijul total al inimosului  decan al facultatii silvice din acei ani, Dl. dr. ing. Marin Marcu, Cezar Straton a izbutit să transforme subsolul, de peste 300 de metri pătrați, sediului facultății de pe Șirul Beethoven (folosit de decenii ca un depozit de vechituri) într-o incintă primitoare și caldă, propice dialogului deschis, neconvențional, nonpolitic. Între anul înfiintării sale, 1997 și cel în  care a absolvit facultatea, 1981, în cadrul acestui “cuib” intim s-au respectat strict câteva reguli: prima a fost cea a celor “trei nonP teme interzise” (pornografie, prostie, politică). Apoi, în Club nu se organiza discotecă, în ciuda cerințelor, desigur, firești ale studenților. Așa se face ca acolo, în “beciul” corpului S, s-au petrecut întâmplări memorabile în care studenții se întâlneau cu personalități proeminente ale culturii și știintei românești, deshise spre sinceritate și comunicare, probabil, eliberați și ei, de chingile prestanței lor  “oficiale”, bucureștene. Între  musafirii ce coborau, dar și, apoi, urcau, la plecare, cele 12 trepte spre  subsol cu plăcere reciproc împărtășită, amintim doar câțiva: scriitori precum: Teodor Mazilu, Ion Băieșu, Ion Lancrănjan, Romulus Guga, Octavian Paler, etc. În marele amfiteatru al facultății, plin până la refuz, au avut loc concerte “super-life” de muzică și poezie: au venit acolo cu drag Mircea Vintilă cu (pentru pantomimă) Radu Gheorghe, apoi Doru Stănculescu cu Sorin Mînghîiat, Nicu Alifantis (singur), Valeriu Sterian, etc.
Referință de presă:
”A sta de vorbă cu Cezar Straton, student la Silvicultură și întemeietor încăpățânat, implicat până la obsesie, al unicului club studențesc brașovean --- înseamnă a face față, neașteptat, unei avalanșe copleșitoare de idei, aprecieri și de judecăți, care îți pot zdruncina confortul dat de șabloanele moștenite și care anulează, definitiv, comoditatea dialogului pregătit de reporter, ”in ciornă”, în prealabil, de acasă…Interlocutorul meu te ține, spontan, ”în priză “, te poartă fără efort și fără a dori să te impresioneze, între contrarii. El îți deschide, zâmbind, în față, un curcubeu policrom, pentru a te avertiza, imediat că suntem pândiți, deși tineri, de indiferență și de rutină, ca de o “bomba” cu efect întârziat, dar distrugător: cel al ignoranței și neimplicarii... Rareori am simțit, ca reporter, asemenea plăcere, dar și o uimire vecină cu teama în fața acestei “explozii” de cultură, lectură, ințiativă, mobilitate intelectuală, de non-conformism….(Interviu luat de ziaristul V. Negrea pentru revista “Amfiteatru” – noiembrie, 1980)
- Este inițiatorul (1987) și coordonatorul Salonului Anual de Grafică "Omul și Pădurea".

- Este responsabil cu activitățile din cadrul „Lunii pădurii” – Direcția Silvică Suceava.

- Se implică alături de pictorul Radu Bercea în acțiunea "Arbori din pădurile Sucevei plantați în Brazilia". Astfel, fagi, stejari și pini din pădurile Bucovinei au fost plantați în parcuri din Brazilia. Acțiunea a avut loc în Rio Negro, Brazilia, la începutul anului 2008.

## Aprecieri critice

### Alex Ștefănescu, critic literar
O confirmare de mare autoritate a consistenței și interesului demersului publicistic și apoi editorial al lui Cezar Straton.
Alex Ștefănescu în numărul 24/2008 al revistei România literară, după citirea volumului „Ecologia iubirii” spune:
„O carte fantezistă și excentrică, sociologie a iubirii, dar și antologie de reflecții și paradoxuri pe tema dragostei, colecție de biografii erotice ale unor celebrități și, în același timp, istorie a formelor de sexualitate practicate de-a lungul secolelor, a publicat Cezar Straton, sub titlul inofensiv Ecologia iubirii. Un titlu mai potrivit ar fi fost Spitalul amorului, dar se pare că l-a mai folosit cineva, în secolul nouăspre-zece...Volumul, deocheat-spectaculos, scris de un autor care pare deopotrivă atoateștiutor și trăznit, rămâne oricum inclasificabil. Poate fi folosit ca un caleidoscop de cuvinte: la fiecare întoarcere a unei pagini, îți oferă noi și noi reprezentări ale unei, să-i zicem, activități care îi obsedează pe oameni de mii de ani. Era greu de presupus că la Suceava există un asemenea om-orchestră al problemelor erotice și al reverberațiilor lor în literatură, muzică, pictură, teatru, cinematografie. Și că un asemenea spirit enciclopedic mai și scrie bine, cu o frază sintetică, decis-elegantă, ușor ironică”
„Cezar Straton este un scriitor talentat și inventiv, care, descriind orgia căreia i se dedă umanitatea de mii de ani, nu devine vulgar. Ca dovadă, parcurgându-i neobișnuita enciclopedie, simțim, mai mult decât oricare altă plăcere, plăcerea lecturii”.
Același Alex Ștefănescu revine la 8 iulie, 2008 cu o recomandare călduroasă pentru primirea lui Cezar Straton ca membru în Uniunea Scriitorilor din România:
"Cezar Straton este un scriitor inventiv și experimentat, care transformă în literatură totul, de la realitatea de fiecare zi și până la  informațiile științifice. Cărțile sale și, în special, originalul, caleidoscopicul volum Ecologia iubirii, constituie un spectacol de fervoare literară și expresivitate. Cezar Straton este un scriitor din naștere, nu încearcă să devină scriitor, ca atâția alții.
Îl recomand cu caldură pentru a fi primit în rândul membrilor Uniunii Scriitorilor din România."

### Liviu Antonesei, scriitor, cirtic literar
Referindu-se la volumul Ecologia iubirii, Liviu Antonesei spune la 22 decembrie 2006:
"Ca om care și-a dat obolul scriptoricesc acestui sentiment fundamental între toate, care este dragostea, în cărțulia din 1999 Despre dragoste. Anatomia unui sentiment, desigur că am citit mansuscrisul lui Cezar Straton cu mare interes, cu enormă curiozitate. Nu și cu invidie, ci mai degrabă cu o difuză, dar constantă, persistentă solidaritate, rămasă cu mine inclusiv la sfîrșitul lecturii. Pentru că acest sentiment esențial este, astăzi, probabil și cel mai periclitat – de agresiunea vulgarității în viața publică și privată, de egoism și însingurare, de rațiunea excesivă ori, dimpotrivă, cu totul absentă, de graba noastră, a tuturor. Ne grăbim, nici noi nu știm prea bine încotro, viața trece în viteză pe lîngă noi și ne trezim că am ajuns la capăt, fără a fi trăit, o mulțime dintre noi, o iubire adevărată, una totală și sfîșietoare, ce pare și chiar poate să dureze pînă la capătul ultim al lumii."

### Adrian Dinu Rachieru, critic literar
"Un gest temerar face dl Straton prin această Ecologie a iubirii, putem conchide. Subiectul, departe de a fi clasat, se deschide unor discuții și dispute interminabile! Erosul ca relație de putere, femeia („mierea și piperul existenței”) ca trofeu erotic, gelozia și homosexualitatea, feminitatea și feminismul, explozia bolilor venerice și libertatea sexuală sunt teme bătătorite cu sârg și exploatate cu har, inclusiv din unghi anecdotic. Sau cariera de seducător a lui Casanova, cel care sfidând interdicțiile, mânat de o curiozitate obsesivă pentru tipologiile umane ne-a recomandat filosofia plăcerii. Paracticând-o! Autorul pune umărul la reabilitarea marelui fustangiu, invitându-ne în „lumea secretă a lui Casanova”, subliniind prestația sa actoricească („identitățile” lui C.).
Fiind o lectură agreabilă, cartea lui Cezar Straton - doldora de informații - se vrea și un semnal de alarmă, redescoperind iubirea într-o epocă tulbure, haotică, pulverizându-și reperele, cea care, sub flamura consumerismului și a divertismentului (funcționând ca supra-ideologie), a atrofiat sentimentul. Dar re-romantizarea lumii e vital necesară: și posibilă, ne lasă să întrezărim și să sperăm opul dlui Straton..."

### Ion Cozmei, poet
Cezar Straton, „un personaj necesar și polivalent al culturii sucevene”.

### Gabriela Clement, psiholog
„Ecologia iubirii” – o aglomerare de informații, care incită, o carte care, probabil, nu aduce clarificări pe cât, eventual, astâmpără anume curiozități, ni se pare importantă și prin exercițiul la care îl supune pe cititor: cel de a se interoga, de a cerceta și, finalmente, de a (re)descoperi universul intim și profund al ființei sale.

### L.D. Clement, editor
"...”Ecologia iubirii”! Cartea lui Cezar Straton s-ar fi putut intitula, firește, altfel - poate că mai atractiv, mai ispititor, mai comercial! Dar ceea ce la început părea o compilație a devenit o investigație; cercetarea a solicitat selecție, atitudine și echilibru. Și nu în cele din urmă, avansarea unei opțiuni generale, care să mențină dialogul între autor și public. Aceasta este, în cele din urmă, dincolo de cea informativă, o opțiune (inductiv-)educativă. Cititorul/cititoarea (și cititoarea/cititorul de alături) se va putea raporta, și astfel, la o imensă aventură în timp a cuplului și familiei, urmând apoi a decide, înspre binele său, înspre binele celei/celui de lângă..., întru împlinirea amândurora ca întreg."

## Premii, Recunoașteri publice
- 1981 Laureat al Festivalului Național al Artei Studențești
- 1999 Premiul Fundației Culturale a Bucovinei și Premiul "Romulus Cândea" al Grupului Editorial „Mușatinii-Bucovina viitoare” pentru activitatea publicistică cuprinsă în volumul "Pădurea de semne"
- 2001 Premiul Fundației Culturale a Bucovinei pentru carte de publicistică: Cezar Straton, pentru volumul “Cârcotaș de serviciu”
- 2002 Diploma "Prof. Marin Drăcea" Clasa I pentru merite deosebite în activitatea silvică acordată de Ministerul Agriculturii, Alimentației și Pădurilor
- 2003 Diploma de Merit pentru activitatea sindicală și activitatea în domeniul silvic acordată de Confederația Sindicatelor "Consilva"
- 2004 Diploma de excelență pentru servicii deosebite aduse pădurii românești acordată de Regia Națională a Pădurilor - Romsilva
- 2004 Diploma "Prof. Marin Drăcea" Clasa I pentru merite deosebite în activitatea silvică acordată de Ministerul Agriculturii, Pădurilor și Dezvoltării Regionale
- 2005 Premiul Societății Scriitorilor din Bucovina pentru carte de publicistică acordat pentru volumul "Zeul Arbore"
- 2007 Premiul Fundației Culturale a Bucovinei pentru carte de publicistică: Cezar Straton, pentru volumul “Ecologia iubirii”, Editura T, Iași;
- 2016 Premiul Societății Scriitorilor Bucovineni pentru Publicistică pe 2015 i-a fost acordat lui Cezar Straton din Suceava, pentru volumul Struțocămila, publicat la Editura Opera Magna, Iași 2015.[1]